# Alice Nayo
Pour les articles homonymes, voir Nayo.
Alice Nayo, née le 16 janvier 1993 à Gonesse (Val-d'Oise), est une joueuse de basket-ball française. Membre de l'équipe de France 3×3 lors de la FIBA3×3 World Cup en 2017 à Nantes et médaillée de bronze en 2018 aux Philippines. Elle a évolué en équipe de France de Basket pendant plus de quinze ans.

## Biographie
Après avoir été formée à l'INSEP, elle rejoint Villeneuve d'Ascq. Nice termine la saison régulière 2014-2015 de Ligue 2 en tête et organise le Final Four, qu'il remporte face à Roche Vendée (67-57) et gagne son retour en Ligue féminine de basket une année après l'avoir quittée. 
En septembre 2016, elle dispute avec l'Équipe de France 3x3 le championnat du monde en Chine. La France s'incline en quarts de finale. Dès la fin de la compétition, elle est engagée en Ligue 2 par Toulouse afin de remplacer Pauline Lo enceinte. [Son] « nouvel objectif : faire une bonne saison avec mon nouveau club Toulouse et valider mon CRFPA, c’est-à-dire mon entrée en école d’avocat. C’est ma dernière année d’études donc c’est un double objectif comme je me suis toujours fixée : basket et études vont de pair !! ». 
En mars 2018, alors qu'elle joue à l'Avenir Basket Chartres en Nationale 2, elle devient vice-présidente du Syndicat national des basketteurs. Elle déclare en décembre 2018 : « Pour moi, c’est très important, c’est exactement en adéquation avec mes études. Je fais aussi cela, car je souhaite que les filles connaissent leurs droits et qu’elles exercent leur sport dans les meilleures conditions possibles ».
En juin 2018, elle est sélectionnée dans l'équipe de France 3x3 qui dispute le championnat du monde organisé du 8 au 12 juin à Manille.

## Palmarès

### Club
- Championne de France LF2 en 2015[3]
- Challenge Round LFB 2016[12].

### Sélection nationale
compétitions de jeunes
- Médaille d'argent au Championnat d'Europe Juniors 2011 (6,7 points par match)
- Médaille d'argent au Championnat du monde Cadettes 2010 (4,4 points)
- Médaille d'argent au  Championnat d'Europe Juniors 2009 (3,5 points)
- Médaille d'or au Festival olympique de la jeunesse européenne 2009[14]

seniors
- Médaille de bronze au championnat du monde 2018 de basket-ball à trois[15].